# Абено Харукас
Абено Харукас (на японски: あべのハルカス) е 60-етажен небостъргач, построен в Осака, Япония.
Завършен е през 2014 г. Висок е 300 м до покрива. Най-високият небостъргач в Япония, откакто е построен преди повече от 10 години.